# 하자승계
하자승계란 두 개 이상의 행정행위가 서로 연속하여 행해지는 경우에 선행행위가 불가쟁력이 발생한 후에 후행 행정행위의 위법을 주장할 수 있는가의 문제이다.

## 사례
쟁송기간이 도과한 개별공시지가결정의 위법을 이유로 하여 그에 기초하여 양도소득세를 부과한 경우, 예외적으로 하자의 승계를 긍정하였다.

## 전제조건
1. 선행행위와 후행행위가 모두 항고소송의 대상인 행정처분일 것
2. 선행행위에 취소사유인 하자가 존재할 것
3. 후행행위에 고유한 하자가 없을 것
4. 선행행위에 불가쟁력이 발생하였을 것

## 학설

### 하자승계론
(원칙)
학설 및 판례에서는 기본적으로 선/후의 행정행위가 결합하여 하나의 법적효과를 목적으로 하는 것과
또는 선/후의 행정행위가 서로 독립하여 별개의 법적 효과를 목적으로 하는지에 따라 승계여부를 결정
결국 전자의 경우에만 승계를 인정하게 된다.
[판례]
택지개발은 택지개발예정지구의 지정(제3조), 택지개발계획의 승인(제8조), 수용재결 등의 순서로 이루어지는바,
위 각 행위는 각각 단계적으로 별개의 법률효과가 발생되는 독립한 행정처분이어서
한 선행처분의 하자가 후행처분에 승계되는 것은 아니라고 할 것이다.(대판2000.10.13 99두653)
(예외)
선행 행정행위와 후행 행정행위가 서로 독립하여 별개의 법률효과를 목적으로 하는 경우에도
수인한도를 넘는 가혹함을 가져오며, 그 결과가 당사자에게 예측가능한 것이 아닌 경우는 선행행위의
위법을 후행행위의 위법사유로 주장할 수 있다.(대판1994.1.25,93누8542)

## 사례

### 인정사례
- 대집행계고처분과 대집행영장통지, 대집행실행, 비용납부명령의 각 행위 사이
- 조세체납처분에 있어서 독촉, 압류, 매각, 충당의 각 행위 사이
- 개별공시지가결정과 과세처분
- 안경사시험합격처분과 안경사면허처분
- 귀속재산의 임대처분과 후행매각처분

### 부정사례
- 건물철거명령과 대집행계고처분
- 과세처분과 체납처분
- 직위해제처분과 면직처분
- 사업인정과 수용재결
- 보충역편입처분과 공익근무요원소집처분
- 액화석유가스판매사업허가와 사업개시신고반려처분
- 표준지공시지가결정과 개별공시지가결정

## 판례
- 선행행위와 후행행위가 동일한 법률효과를 목적으로 하는 경우에는 하자가 승계되고, 별개의 법률효과를 목적으로 하는 경우에는 하자가 승계되지 않는다고 한다[3].

### 예외사례
- 두 개 이상의 행정처분이 연속적으로 행하여 지는 경우 선행처분과 후행처분이 서로 결합하여 1개의 법률효과를 완성하는 때에는 선행처분에 하자가 있으면 그 하자는 후행처분에 승계되므로 선행처분에 불가쟁력이 생겨 그 효력을 다툴 수 없게 된 경우에도 선행처분의 하자를 이유로 후행처분의 효력을 다툴 수 있는 반면 선행처분과 후행처분이 서로 독립하여 별개의 법률효과를 목적으로 하는 때에는 선행처분에 불가쟁력이 생겨 그 효력을 다툴 수 없게 된 경우에는 선행처분의 하자가 중대하고 명백하여 당연무효인 경우를 제외하고는 선행처분의 하자를 이유로 후행처분의 효력을 다툴 수 없는 것이 원칙이나 선행처분과 후행처분이 서로 독립하여 별개의 효과를 목적으로 하는 경우에도 선행처분의 불가쟁력이나 구속력이 그로 인하여 불이익을 입게 되는 자에게 수인한도를 넘는 가혹함을 가져오며, 그 결과가 당사자에게 예측가능한 것이 아닌 경우에는 국민의 재판받을 권리를 보장하고 있는 헌법의 이념에 비추어 선행처분의 후행처분에 대한 구속력은 인정될 수 없다[4].

## 참고 문헌
- 김철용, 행정법, 고시계사, 2013. ISBN 9788958224174